# 湖西郵便局
湖西郵便局（こさいゆうびんきょく）は静岡県湖西市にある郵便局。民営化前の分類では集配普通郵便局であった。

## 概要
住所：〒431-0499 静岡県湖西市鷲津746-1

## 沿革
- 1902年（明治35年）11月16日 - 鷲津（わしづ）郵便局として開設[1]。
- 1905年（明治38年）4月1日 - 鷲津郵便局（三等）となる。
- 1955年（昭和30年）8月16日 - 湖西郵便局に改称[2]。
- 1956年（昭和31年）10月1日 - 新所郵便局から集配業務を移管。
- 1959年（昭和34年）3月 - 局舎落成記念。
- 1967年（昭和42年）2月12日 - 電話交換、和文電報配達、欧文電報受付・配達、国際電報受付・配達の各業務を、湖西電報電話局に移管。
- 1978年（昭和53年）9月 - 局舎新築。
- 1999年（平成11年） - 外国通貨の両替および旅行小切手の売買に関する業務取扱を開始。
- 2007年（平成19年）10月1日 - 民営化に伴い、併設された郵便事業湖西支店に一部業務を移管。
- 2012年（平成24年）10月1日 - 日本郵便株式会社発足に伴い、郵便事業湖西支店を湖西郵便局に統合。
- 2015年（平成27年）8月31日 - 新居郵便局から「431-03xx」区域の集配業務を移管。

## 取扱内容
- 郵便、印紙、ゆうパック、内容証明
- 貯金、為替、振替、振込、国際送金、外貨両替・トラベラーズチェック、国債、投資信託
- 生命保険、バイク自賠責保険、自動車保険
- ゆうちょ銀行ATM
- 「431-04xx」「431-03xx」区域（湖西市の全域）の集配業務
- ゆうゆう窓口

## 周辺
- 市立湖西病院
- 湖西市立鷲津中学校
- 湖西市立鷲津小学校
- ユニバンス本社、本社工場、湖西工場
- 富士機工本社
- 国道301号
- 浜名湖

## アクセス
- JR東海道本線 鷲津駅から南西へ約500m（徒歩約6分）
- 遠鉄バス 鷲津本町停留所下車
- 駐車場あり：19台